# العلاقات الإيرانية الإيطالية
العلاقات الإيرانية الإيطالية هي العلاقات الثنائية التي تجمع بين إيران وإيطاليا.

## مقارنة بين البلدين
هذه مقارنة عامة ومرجعية للدولتين:
| وجه المقارنة                                              | إيران                    | إيطاليا                                                  |
| --------------------------------------------------------- | ------------------------ | -------------------------------------------------------- |
| المساحة (كم2)                                             | 1.65 مليون               | 301.34 ألف                                               |
| عدد السكان (نسمة)                                         | 79.97 مليون              | 60.60 مليون                                              |
| الكثافة السكانية (ن./كم²)                                 | 48.47                    | 201.1                                                    |
| العاصمة                                                   | طهران                    | روما، فلورنسا، تورينو                                    |
| اللغة الرسمية                                             | لغة فارسية               | اللغة الإيطالية                                          |
| العملة                                                    | ريال إيراني              | يورو، ليرة إيطالية                                       |
| الناتج المحلي الإجمالي (بليون دولار)                      | 439.51 مليار             | 1.93 تريليون                                             |
| الناتج المحلي الإجمالي (تعادل القوة الشرائية) بليون دولار | 1.36 تريليون             | 2.26 تريليون                                             |
| الناتج المحلي الإجمالي الاسمي للفرد دولار أمريكي          |                          | 29.96 ألف                                                |
| الناتج المحلي الإجمالي للفرد دولار أمريكي                 |                          | 35.46 ألف                                                |
| مؤشر التنمية البشرية                                      | 0.766                    | 0.873                                                    |
| رمز المكالمات الدولي                                      | +98                      | +39                                                      |
| رمز الإنترنت                                              | .ir،                     | .it                                                      |
| المنطقة الزمنية                                           | ت ع م+03:30، توقيت إيران | توقيت وسط أوروبا، ت ع م+01:00، ت ع م+02:00، أوروبا/روما ‏ |

## مدن متوأمة
في ما يلي قائمة باتفاقيات التوأمة بين مدن إيرانية وإيطالية:
- ترتبط مشهد مع ميلانو باتفاقية توأمة.
- ترتبط أصفهان مع البندقية باتفاقية توأمة منذ 2000.

## منظمات دولية مشتركة
يشترك البلدان في عضوية مجموعة من المنظمات الدولية، منها:
| علم المنظمة | اسم المنظمة                        | تاريخ انضمام إيران | تاريخ انضمام إيطاليا |
| ----------- | ---------------------------------- | ------------------ | -------------------- |
|             | يونسكو                             | 6 سبتمبر 1948      | ?                    |
|             | الفريق المعني برصد الأرض           | ?                  | ?                    |
|             | مؤسسة التمويل الدولية              | 28 ديسمبر 1956     | 27 ديسمبر 1956       |
|             | منظمة حظر الأسلحة الكيميائية       | ?                  | ?                    |
|             | مؤسسة التنمية الدولية              | 10 أكتوبر 1960     | 24 سبتمبر 1960       |
|             | وكالة ضمان الاستثمار متعدد الأطراف | 15 ديسمبر 2003     | 29 أبريل 1988        |
|             | الاتحاد البريدي العالمي            | ?                  | ?                    |
|             | منظمة الشرطة الجنائية الدولية      | ?                  | ?                    |
|             | الأمم المتحدة                      | 24 أكتوبر 1945     | 14 ديسمبر 1955       |
|             | البنك الدولي للإنشاء والتعمير      | 29 ديسمبر 1945     | 27 مارس 1947         |
|             | المنظمة الهيدروغرافية الدولية      | ?                  | ?                    |

## أعلام
هذه قائمة لبعض الشخصيات التي تربطها علاقات بالبلدين:
- جامي رافاتي (26 أبريل 1994 – )
- مايا سانسا (ممثلة إيطالية، 25 سبتمبر 1975 – )
- ملكم خان (دبلوماسي إيراني، 1834[19][20][21] – 1908[19][20][21])

## وصلات خارجية
- موقع وزارة الخارجية الإيرانية
- موقع وزارة الخارجية الإيطالية